# Harzkornmagazin

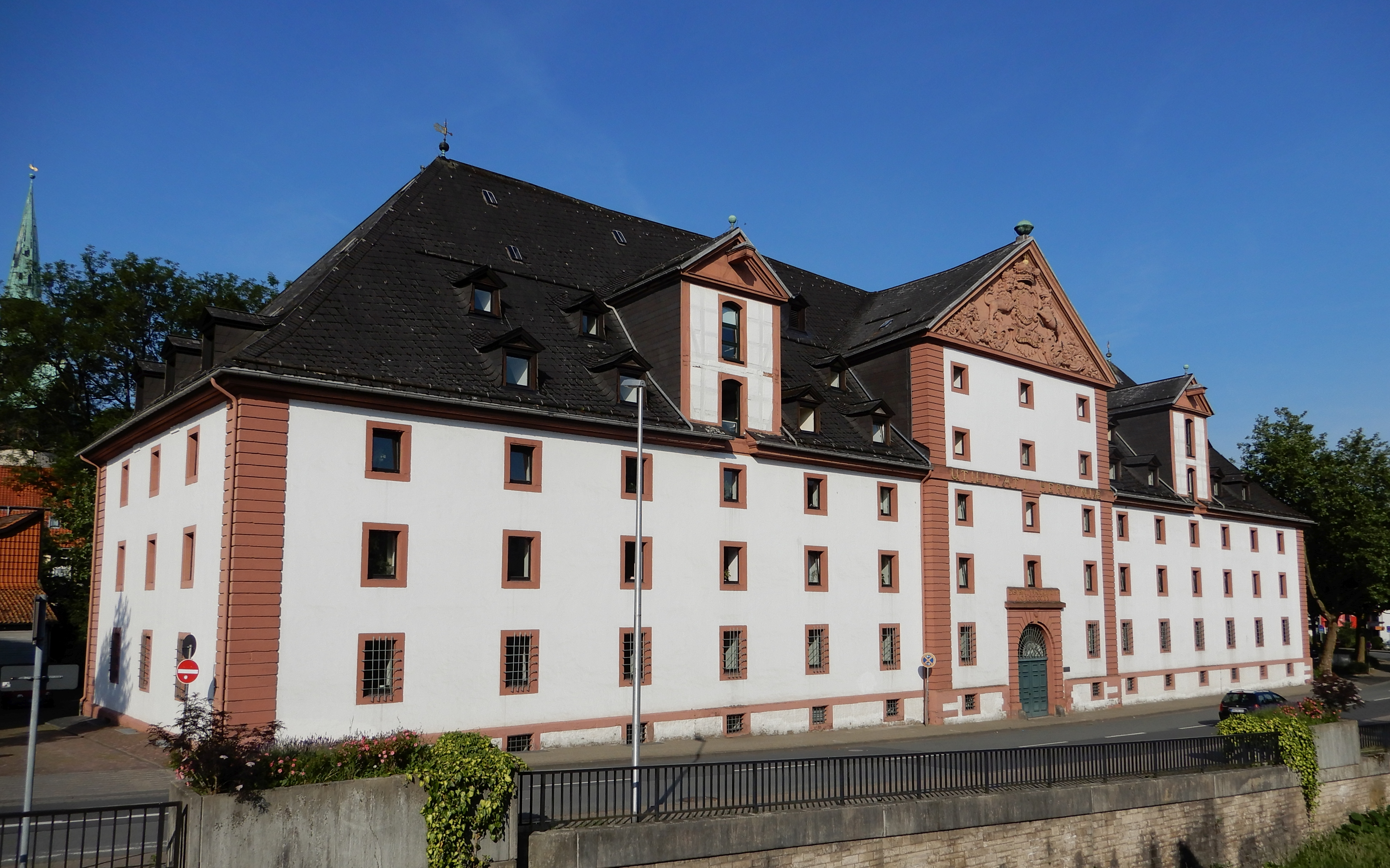
Nordseite des Harzkornmagazins

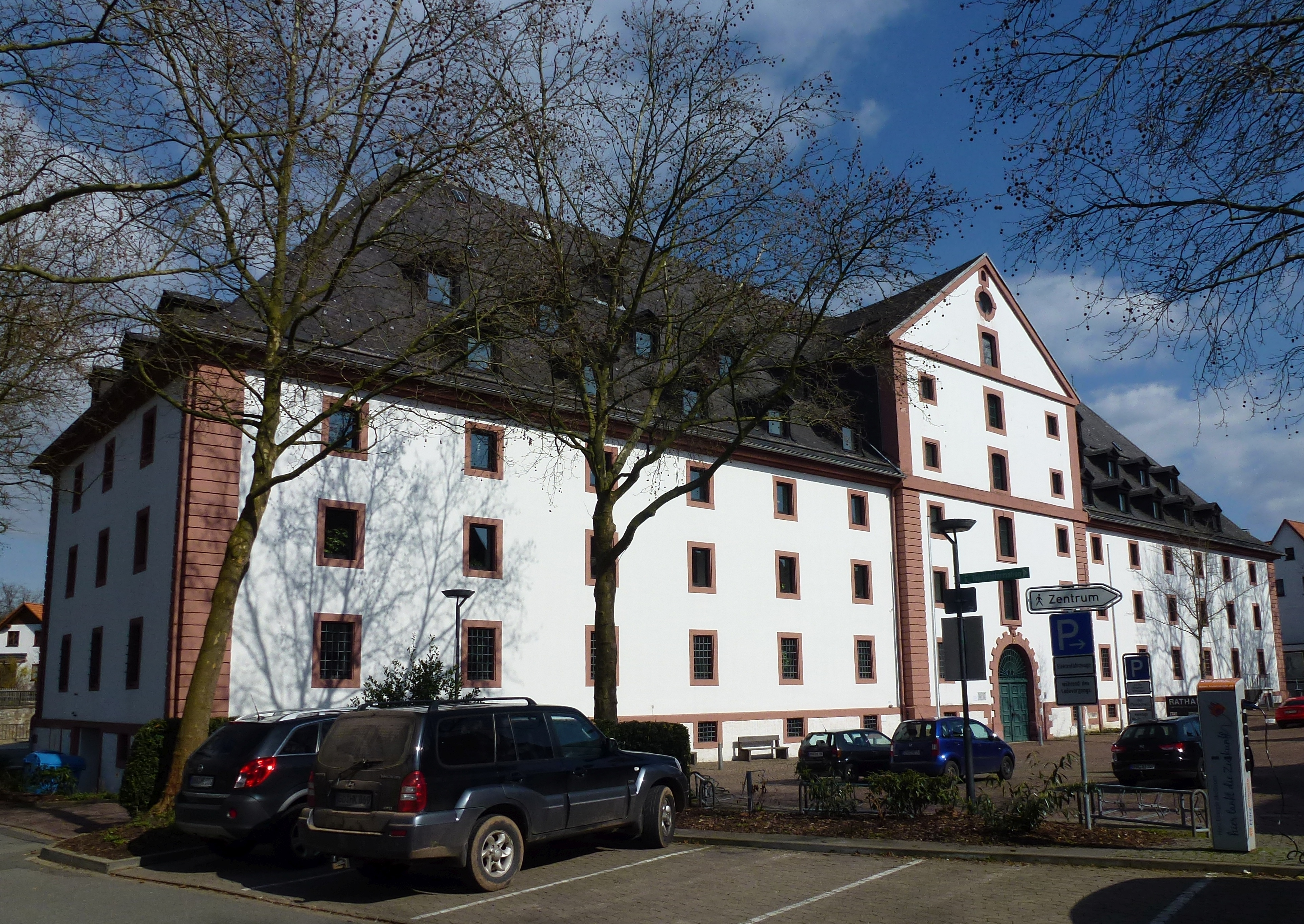
Südseite des Harzkornmagazins

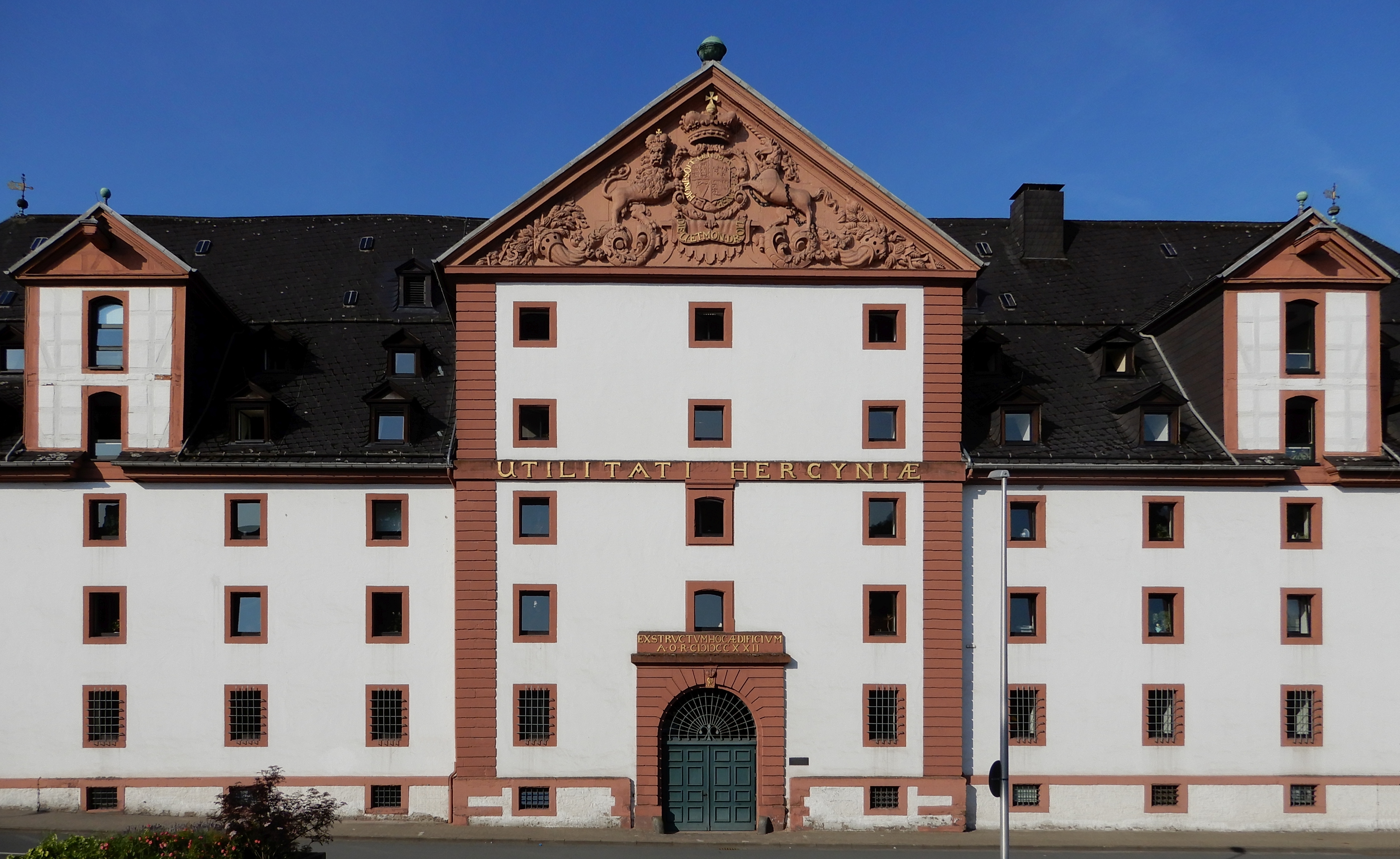
Nordfassade des Harzkornmagazins

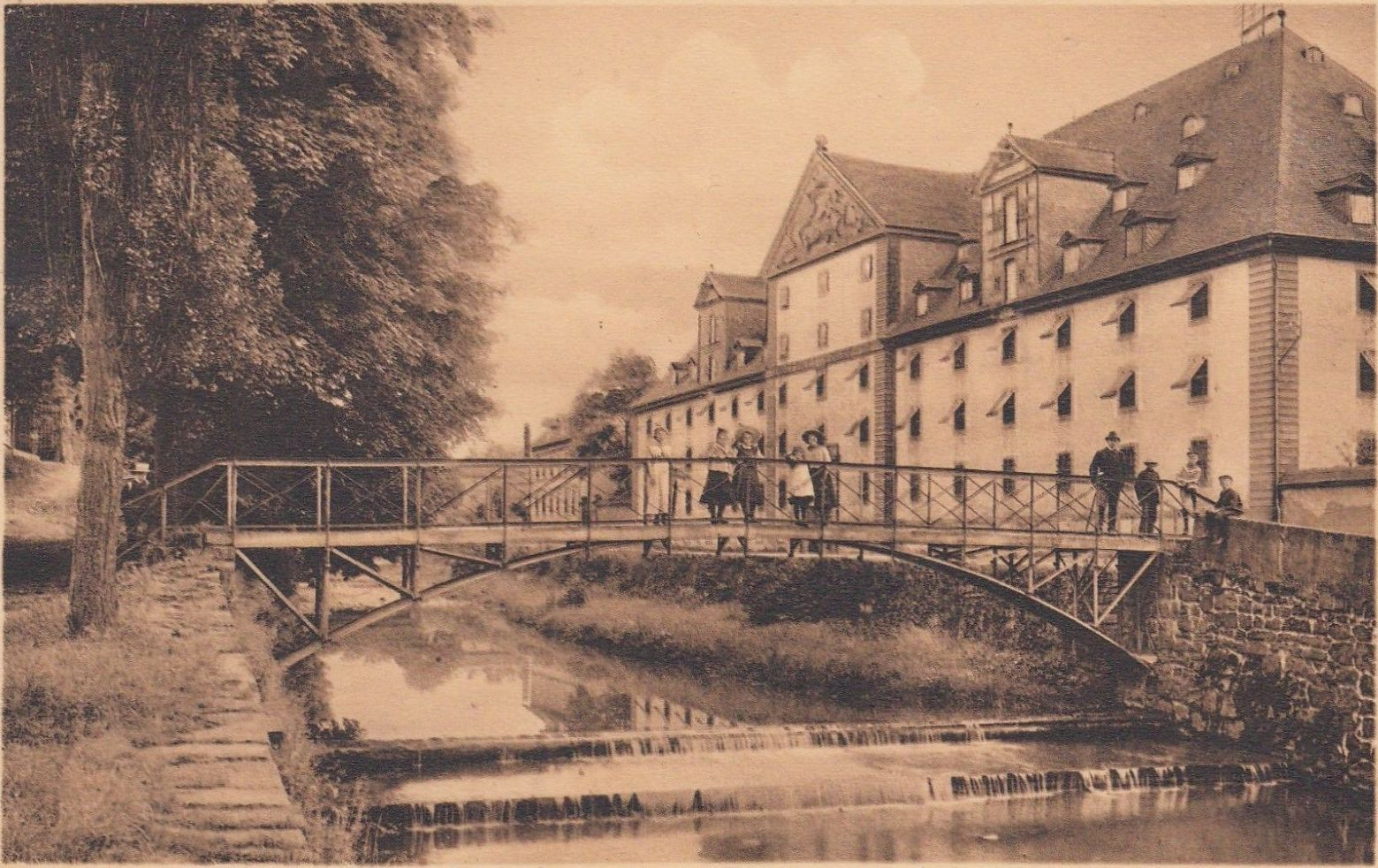
Ansicht um 1900

Das Harzkornmagazin ist ein denkmalgeschütztes Gebäude in Osterode am Harz in Niedersachsen. Es wurde von 1720 bis 1722 im Stil des Barock als Kornmagazin für den Oberharzer Bergbau errichtet und dient nach Umbauten seit 1989 als Rathaus der Stadt Osterode am Harz.

## Geschichte
Da im Oberharz wegen des Klimas und der Bodenbeschaffenheit nicht ausreichend Getreide angebaut werden konnte, war das Bergamt auf Zukäufe von Korn angewiesen, um die Bergleute und Hüttenarbeiter mit Brotgetreide zu versorgen. Eingekauft wurde Getreide aus dem Harzvorland sowie aus Sachsen. Das Getreide wurde eingelagert und zu stabilen Preisen an die Beschäftigten im Bergbau weitergegeben, auch wenn die Preise auf dem Markt stiegen. Da die Versorgung wegen Katastrophen oder Teuerungen nicht immer sichergestellt war, wurde bereits im Jahr 1684 über ein Bergmagazin zur Einlagerung nachgedacht. 1694 wurden in Goslar Kornböden zur Einlagerung angemietet, 1709 auch in Osterode am Harz, wo 3000 Malter Getreide lagerten.
Erste Planungen für ein Kornmagazin entstanden im Jahr 1704, die 1712 bei den Clausthaler Berg-Resolutionen bekräftigt wurden. Das Oberbergamt Clausthal wurde beauftragt, einen Plan für ein Gesamtmagazin zu erarbeiten, das jährlich 100.000 Malter Getreide für die Bergstädte im Oberharz umschlagen könne. Bis zum Jahr 1718 fiel der Beschluss für die Errichtung des Kornmagazins in der Stadt Osterode, die verkehrsgünstig an der Alten Harzstraße lag und in der Umgebung über das nötige Baumaterial verfügte. Der Berghauptmann Heinrich Albert von dem Bussche erteilte den Auftrag zum Bau des Gebäudes nach Plänen des Proviantverwalters Sudfeld Vick. Die Stadt Osterode erwarb die Grundstücke am heutigen Standort dafür. Es wurde mit der Herbeischaffung des Baumaterials begonnen und ein Kalk-Brennofen errichtet. Der benötigte Gips kam aus einem Steinbruch bei Düna und das Bauholz größtenteils aus dem Westerhöfer Wald.
Im Dezember 1719 wurde Christian Georg Vick nach Osterode beordert, um 1720 mit dem Bau zu beginnen. Die Oberaufsicht war ihm bereits 1718 übertragen worden, nachdem sein Bruder Sudfeld Vick verstorben war. Im Februar 1720 war der Baugrund hergestellt und musste wegen der naheliegenden Söse und des Mühlengrabens mit einer Drainage aus einem aus Naturstein gemauerten Gewölbe und einem Stichkanal versehen werden. Im April wurde der italienische Hof-Maurermeister Sebastian Crotogino aus Hannover für die Aufsicht der Maurerarbeiten verpflichtet, des Weiteren Gewerke für Zimmererarbeiten und Dacheindeckung mit Schiefer aus einem Schieferbruch bei Elbingerode. Für die Bildhauerarbeiten konnte Quirinius Ulrich aus Hannover gewonnen werden. Die Maurerarbeiten waren im Frühjahr 1721 abgeschlossen, das Dach wurde im Dezember 1721 geschlossen und der Bau im Jahr 1722 vollendet.
Nach Abschluss aller Arbeiten betrugen die Baukosten 25.738 Taler; veranschlagt waren zuvor 15.000 Taler. Auf insgesamt sieben Ebenen konnten 2000 Tonnen Brotgetreide gelagert werden, das mit Eselkarawanen über die Alte Harzstraße in den Oberharz gebracht wurde. Verwaltet wurde der Kornspeicher von einem bestellten Magazinverwalter, der in einem Haus neben dem Kornmagazin wohnte.
Bis zum Jahr 1911 diente das Bauwerk als Kornspeicher und fiel 1914 an die Stadt Osterode, die es dann als Lagerhaus nutzte. Den Zweiten Weltkrieg überstand das Haus mit Beschädigungen am Dach, als die Johannistorbrücke in unmittelbarer Nähe gesprengt wurde. 1960 wurde die Fassade instand gesetzt und ein neuer Anstrich aufgebracht. In das Erdgeschoss des Ostflügels zog ein Supermarkt ein, weitere Flächen wurden als Lagerräume genutzt, wobei der Großteil ungenutzt blieb.

## Umbau zum Rathaus
Bereits seit den 1950er Jahren gab es Pläne, das Kornmagazin umzubauen und anderweitig zu nutzen. 1979 beschäftigte sich die Stadt Osterode mit der Studie zweier Studenten der TU Berlin, die sich auf den Umbau des Hauses zu einem Rathaus unter Berücksichtigung der Denkmalpflege bezog. So wurde im Sommer 1979 der Antrag des Supermarktbetreibers zurückgestellt, der seine Ladenfläche im Kornmagazin vergrößern wollte. Daraufhin begannen Voruntersuchungen für die Entwurfsplanung zu einem Rathausumbau und eine komplette Vermessung des Gebäudes. Die Balkendecken waren zum Gebäudeinneren hin abfallend, weil die Balkenkonstruktion der Belastung nachgegeben hatte. Die Holzbalken selbst befanden sich jedoch in einem, für ihr Alter, guten Zustand.
Zu berücksichtigen waren die Baubestimmungen für Verwaltungsgebäude, der Brandschutz und der Denkmalschutz. Für die Büroräume galt die Devise: „Jedem Bediensteten sein eigenes Fenster“. 1981 wurde ein Musterraum eingerichtet und 1983 der Entwurf zum Umbau vorgelegt. Finanzierungstechnische Gründe machten die Teilung in zwei Bauabschnitte nötig, den Westflügel mit Mittelbau als ersten Abschnitt und den Ostflügel als zweiten. Der Kostenvoranschlag für den ersten Bauabschnitt betrug 6,7 Mio. DM, der zweite Bauabschnitt mit Ratssaal im Ostflügel weitere 2,5 Mio. DM.
Am 5. November 1984 begannen die Umbauarbeiten. Zunächst wurden die 4,40 m langen und bis zu 35 cm breiten Dielen der Fußböden aller Etagen entfernt. Zur Überraschung der Baufachleute hoben sich durch die Entlastung die 16 m langen Binderbalken von ihren Auflagern und nahmen wieder fast ihre ursprüngliche Form an. Dadurch war ein zuvor geplanter Gefälleausgleich nicht mehr nötig, die Balken erhielten verstärkte Auflager an den Ständerbalken. Die Balkendecke über dem Keller bzw. Sockelgeschoss im Ostflügel wurde ausgebaut und der Lehmboden teilweise entfernt, weil die Kellerdecke abgesenkt und als Stahlbetondecke ausgeführt werden sollte.
Die alte Tordurchfahrt wurde als Eingangshalle gestaltet und um Türöffnungen ergänzt, die zu beiden Gebäudeteilen und den Aufzügen führen. Bei den Bauarbeiten wurde darauf Wert gelegt, diese Halle in ihrem ursprünglichen Zustand zu belassen und zu restaurieren. Gleiches galt für das historische Treppenhaus, das von dieser Halle aus in die oberen Etagen führt. Zwei weitere Treppenhäuser wurden in Stahlbeton in beiden Gebäudeflügeln eingebaut. Die Fassade des gesamten Gebäudes wurde neu verputzt, alle Sandsteinelemente inklusive des Wappens restauriert und dabei mit Blattgold versehen. Der Sockel wurde in Naturstein belassen, die Fassade in Weiß gestrichen und die Sandsteinelemente in einem roten Farbton abgesetzt. Der südliche Vorplatz zur Stadtmauer hin wurde gepflastert und als Parkplatz gestaltet. Beim Einbau der Räume auf den Etagen blieb ein Großteil der Balkenkonstruktionen sichtbar. Am 26. März 1987 war der erste Bauabschnitt vollendet und die ersten Bediensteten der Stadt zogen ein.
Im Winter 1987/1988 begann der zweite Bauabschnitt mit dem Innenausbau im Ostflügel. Dabei wurden dort ebenfalls alle Räume eingebaut. Im 1. Obergeschoss entstand der Ratssaal über der abgesenkten Stahlbetondecke des Erdgeschosses und wurde mit einem Dielenfußboden versehen. Alle Bauarbeiten des zweiten Bauabschnittes waren am 24. Februar 1989 abgeschlossen, als die Räume im Ostflügel durch die Mitarbeiter bezogen werden konnten. Der Ratssaal wurde am 30. Juni 1989 eingeweiht. Es standen nach Abschluss aller Arbeiten neben dem Erdgeschoss drei Obergeschosse und zwei Dachgeschosse zur Verfügung.

## Baubeschreibung
Das errichtete Gebäude ist 69,80 m lang und 17,50 m breit. Die gemauerte Geschosshöhe ab der Oberkante des Sockels beträgt 9,25 m und ist mit einem Walmdach von 11,55 m Höhe versehen, die Gesamthöhe des Bauwerkes beträgt 23 Meter. Die Mauerdicke beträgt im Sockelgeschoss 1,70 m und verjüngt sich bis zum obersten Geschoss auf 0,75 m. Die Bauform wird durch einen Mittelrisalit bestimmt, an den an beiden Seiten ein Gebäudeflügel anschließt.
An der Seite zur Söse hin befinden sich zwei große Dachgauben in Fachwerkbauweise, die mit je einem Flaschenzug ausgestattet waren und so den Zugang zum Dachgeschoss ermöglichten. Ein dritter befindet sich im Risalit auf der Rückseite des Gebäudes. Im Erdgeschoss in der Mitte befand sich die Toreinfahrt für Fuhrwerke. Der Gebäudekörper verfügte über 164 Fensteröffnungen und 32 kleinere Dachgauben, die für Durchlüftung sorgten und mit Holzklappen verschlossen werden konnten. In der Gebäudemitte befindet sich ein Treppenhaus, das in Fachwerk ausgeführt wurde.
Im Innenbereich wurden für jede Etage durchgehende Holzbalken mit 16 m Länge und einem Querschnitt von ca. 35 × 35 cm eingebaut, die auf einer Balkenkonstruktion aus Holzständern ruhen, die bis in das Kellergeschoss führen und dort auf Natursteinsockeln stehen. Der Boden des Kellergeschosses bestand aus gestampftem Lehmboden, die Zwischenböden aus 40 mm starken Holzbohlen.
Die Nutzfläche verteilte sich auf ein Sockelgeschoss, drei Vollgeschosse und weitere drei Geschosse im Dach und betrug insgesamt 6180 m². Die Geschosshöhen im Inneren betrugen zwischen 2,88 m und 3,01 m.

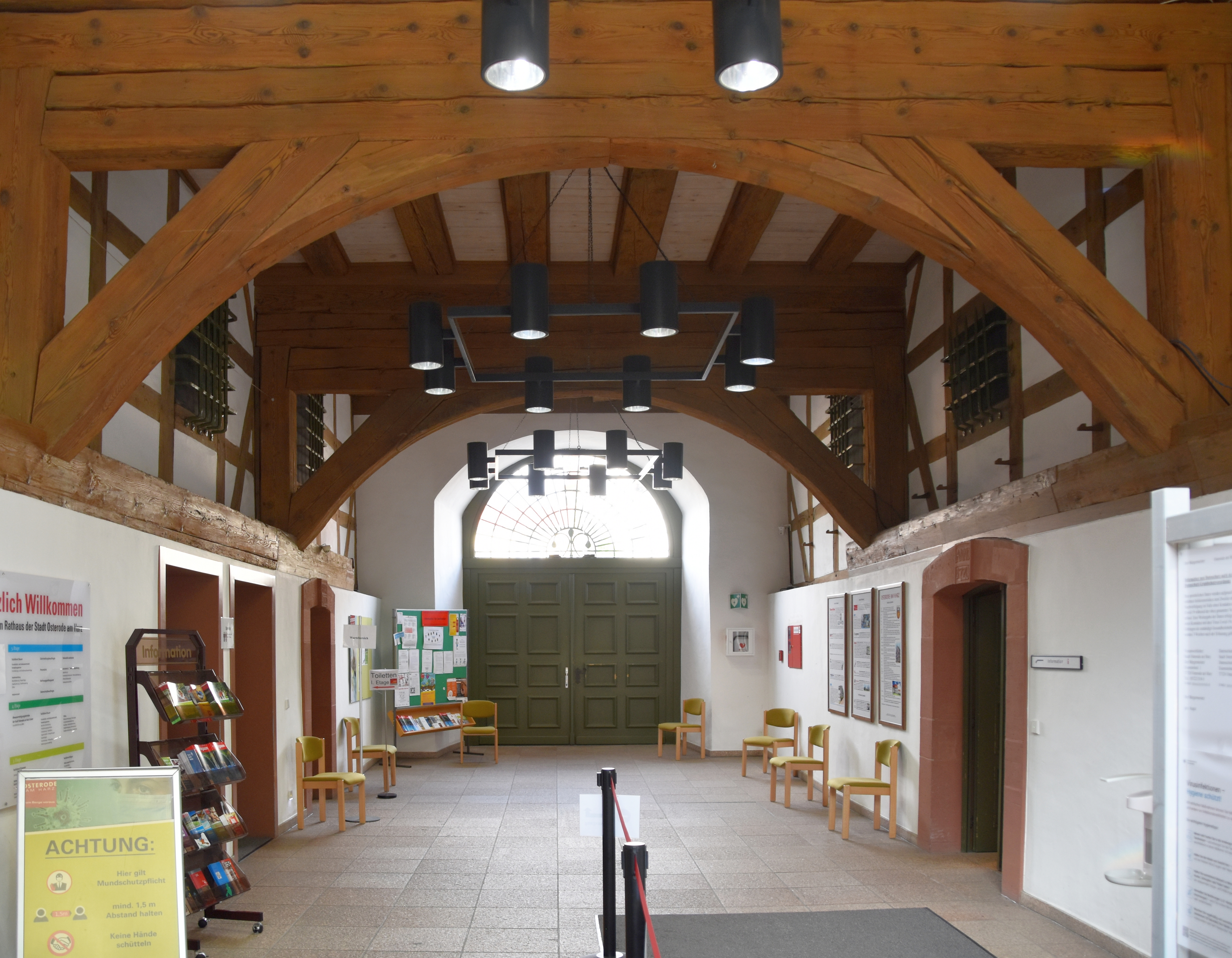
Eingangshalle, ehemalige Tordurchfahrt
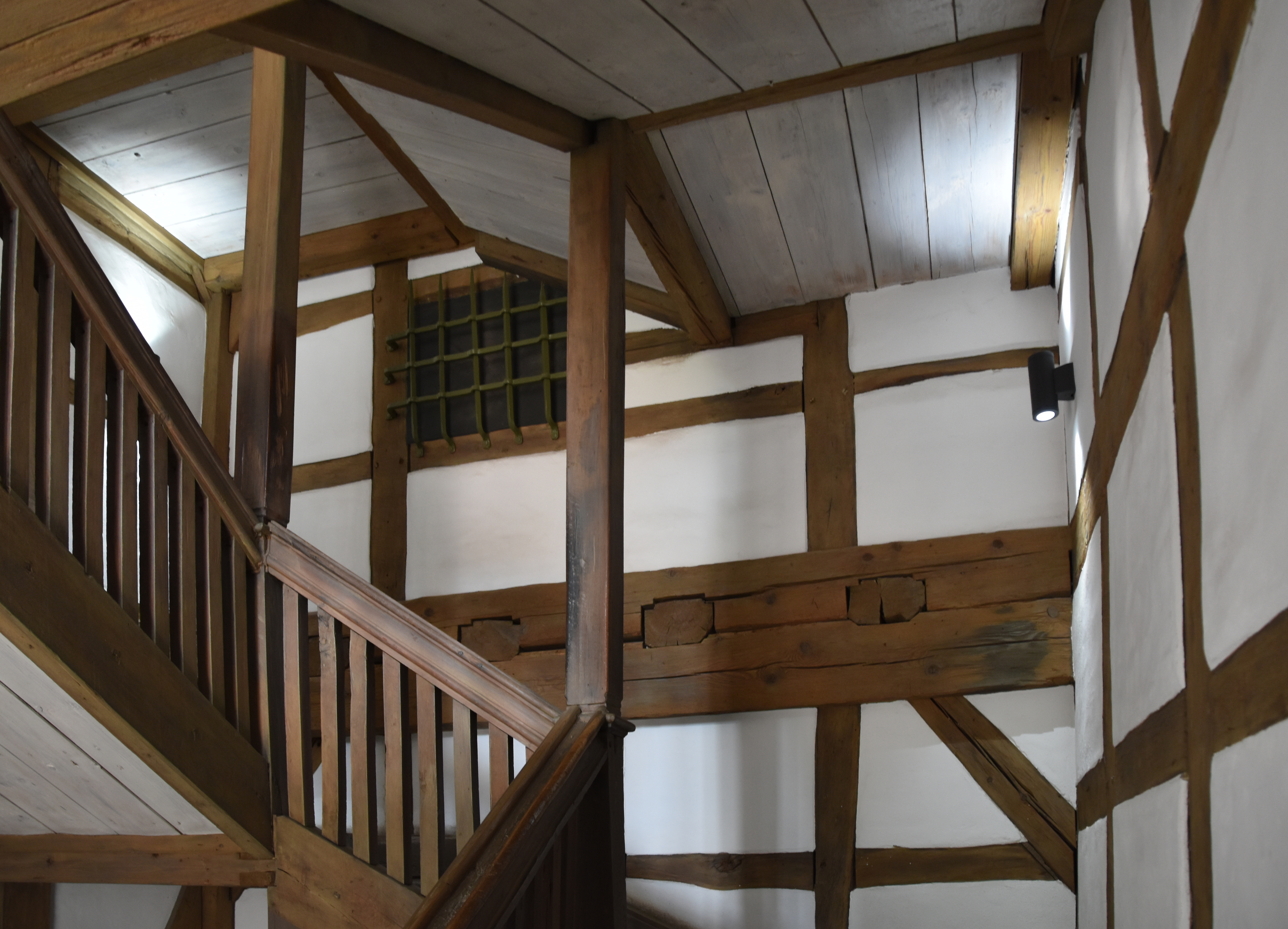
Treppenhaus in Fachwerk
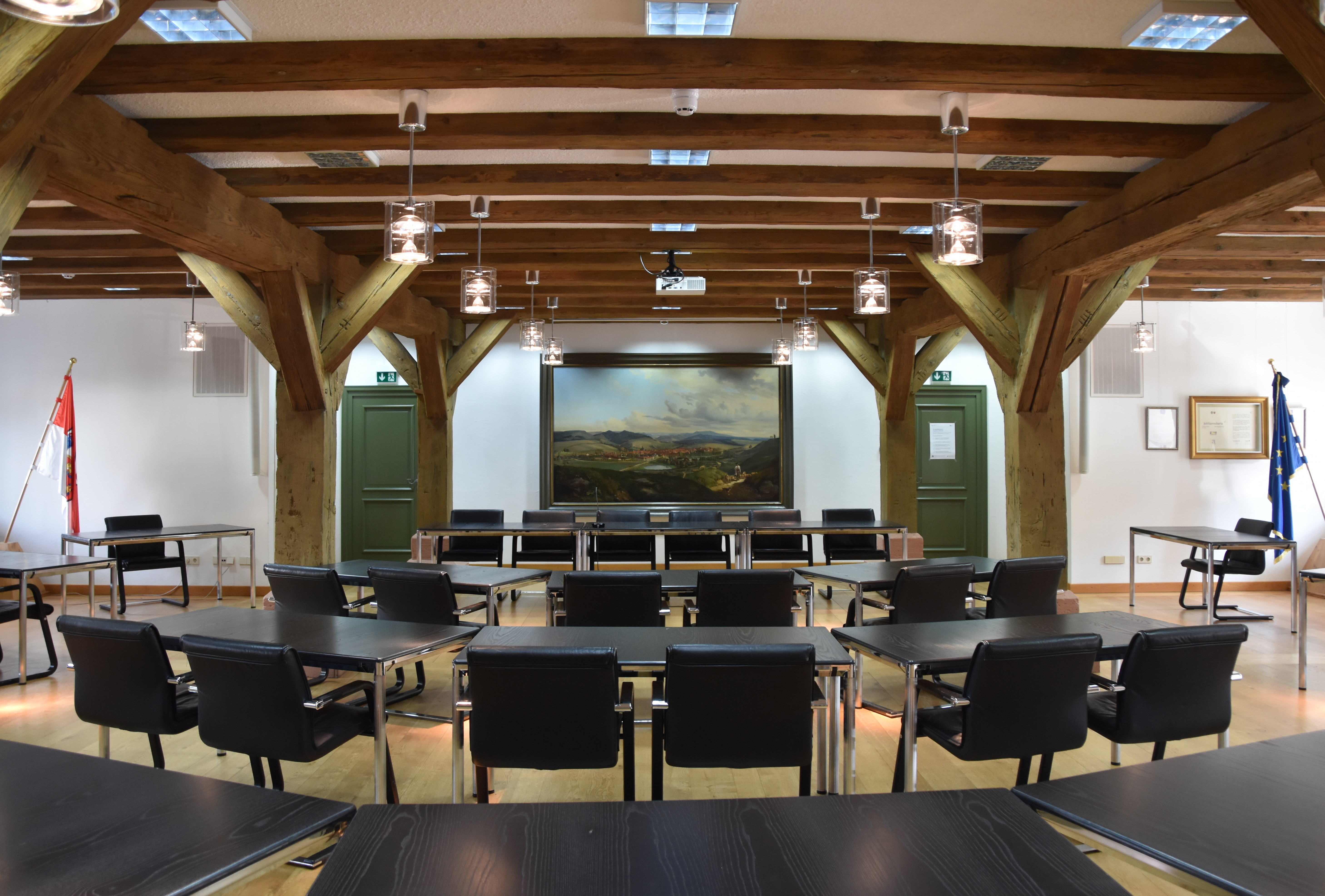
Ratssaal im 1. Obergeschoss
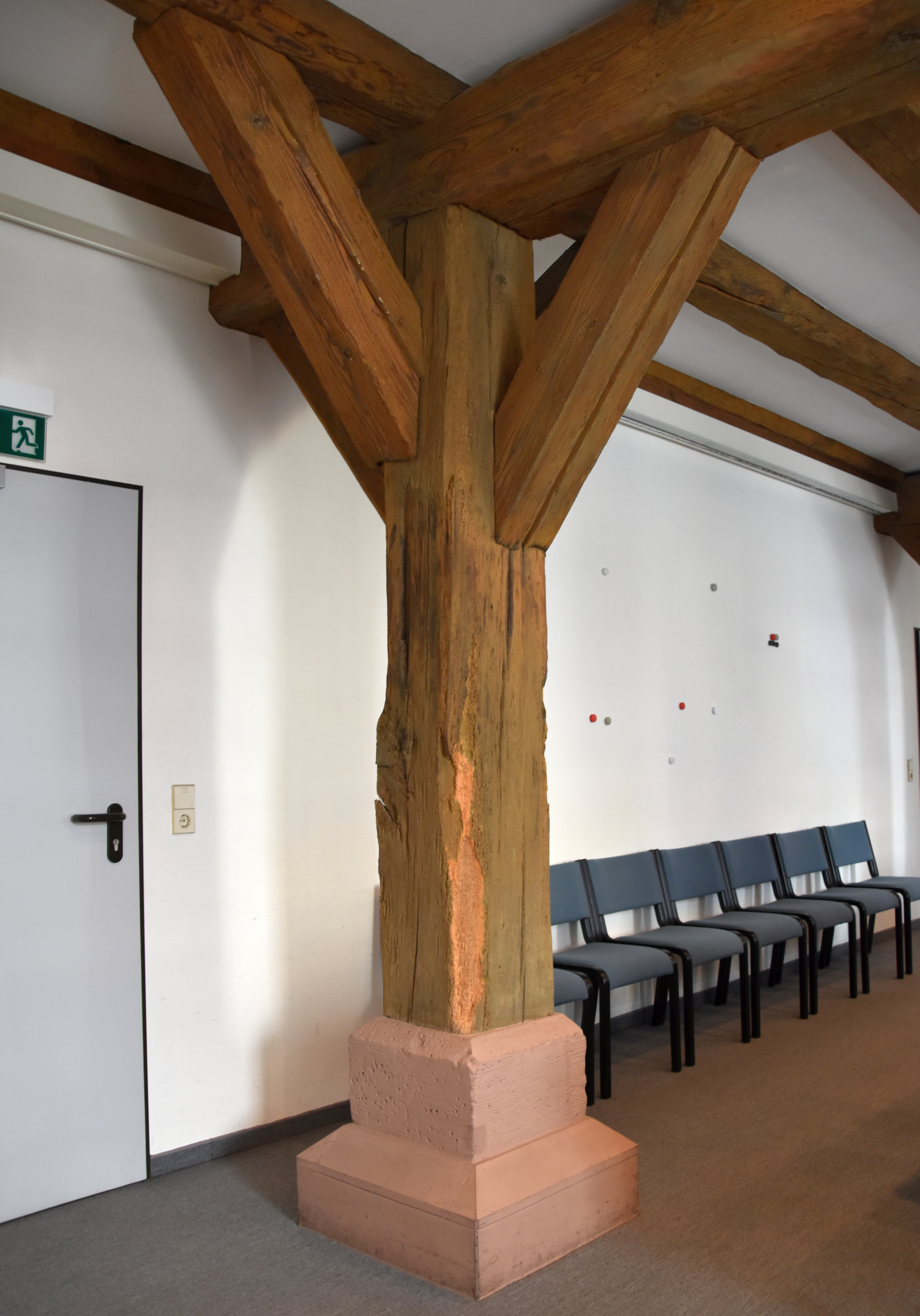
Ständerbalken im 1. Obergeschoss
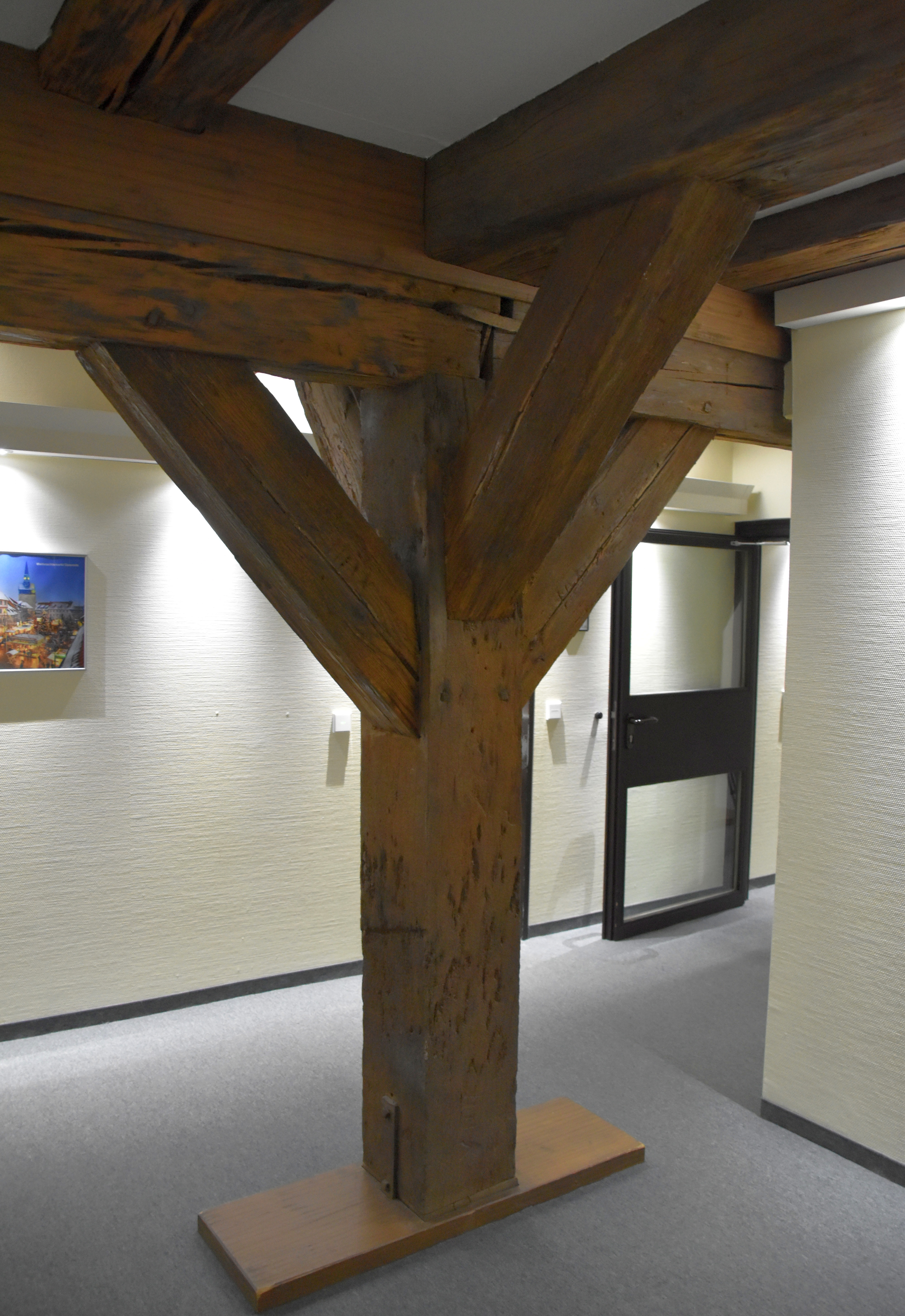
Ständerbalken im 2. Obergeschoss
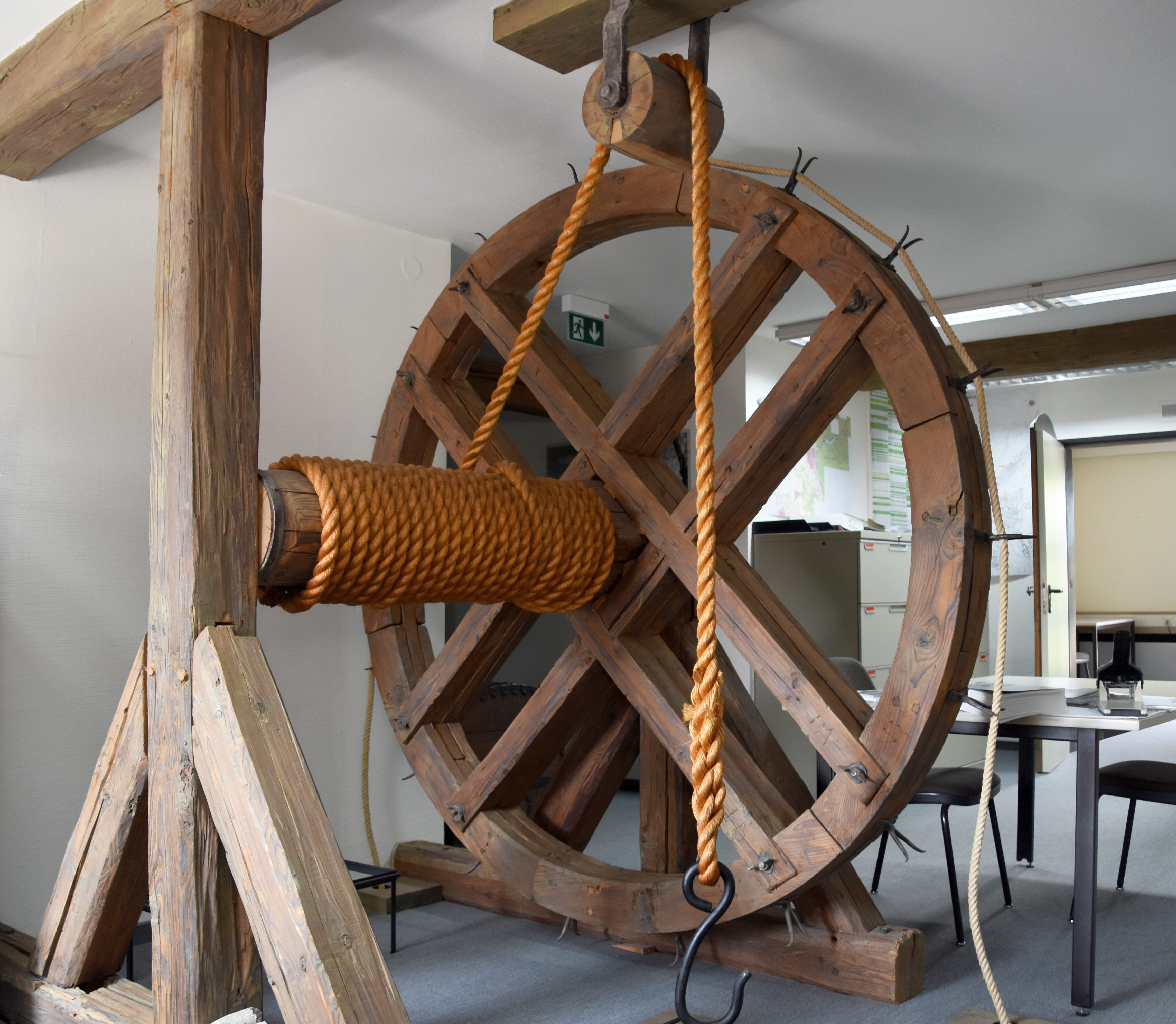
Restaurierte Winde im Dachgeschoss
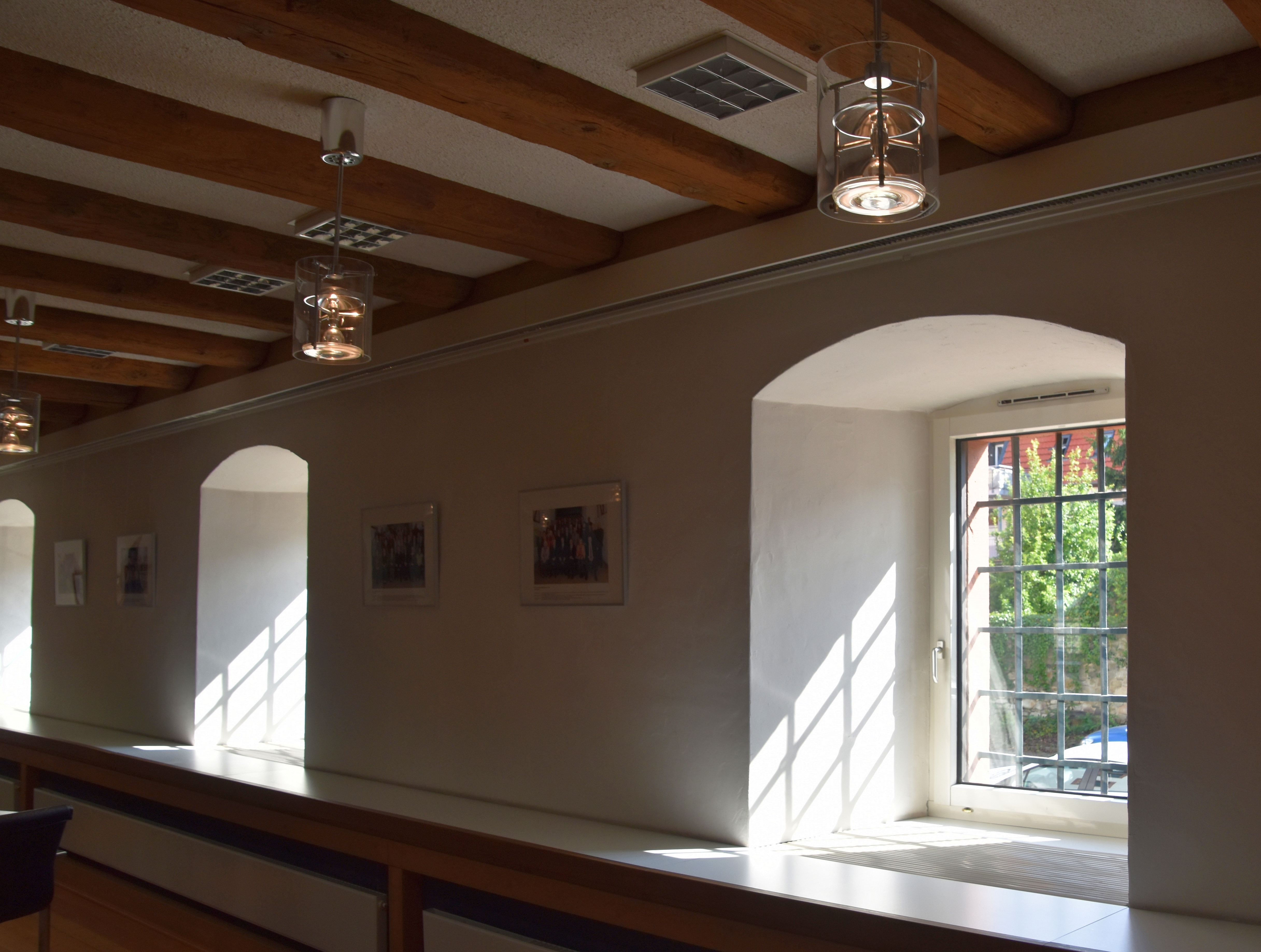
Fenster im 1. Obergeschoss
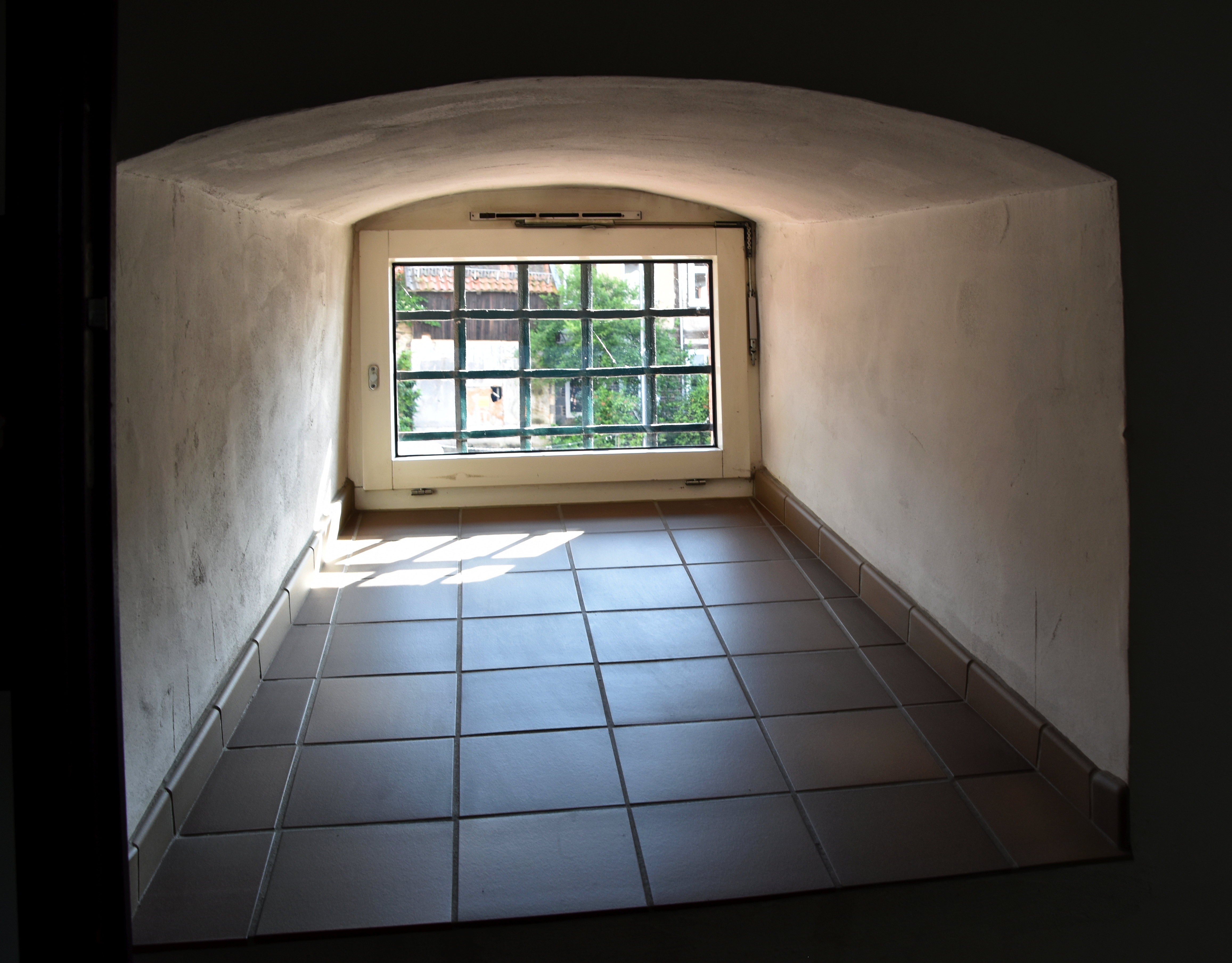
Fenster im Untergeschoss des Mittelrisalits mit ca. 1,70 m Wanddicke

### Gestaltung

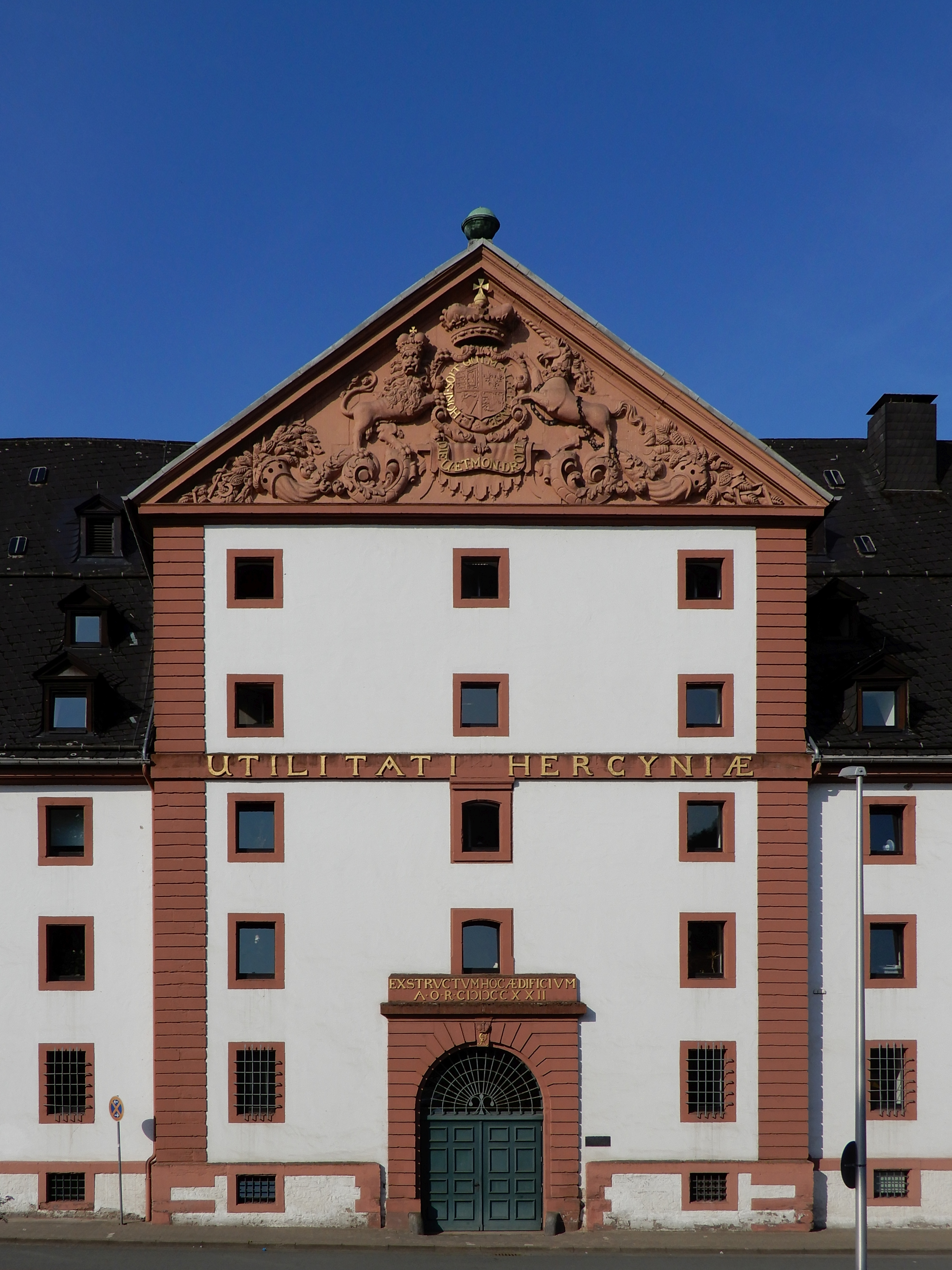
Mittelrisalit mit Wappendreieck und Inschriften

Im Giebeldreieck des Mittelrisalits befindet sich ein Wappendreieck aus Sandstein, das vom Bildhauer Quirinius Ulrich gestaltet wurde. Es enthält das hannoversch-englische Staatswappen als Wappen des Hauses Hannover mit den Schriftbändern HONI SOIT QUI MAL Y PENSE (Beschämt sei, wer schlecht darüber denkt) und DIEU ET MON DROIT (Gott und mein Recht) als Devise des Fürsten Georg I.
Über dem Portal in Höhe der Gebäudeoberkante befindet sich der vergoldete Schriftzug „Utilitati Hercyniae“, der sich über der Toreinfahrt fortsetzt mit „Exstructum hoc aedificium A.O.R. CIƆIƆCCXXII“. Bedeuten soll es „Zum Nutzen des Harzes wurde dieses Gebäude errichtet im Jahr 1722“.